# Cercocebus lunulatus
El mangabey de nuca blanca (Cercocebus lunulatus) es una especie de mono del Viejo Mundo en la subfamilia Cercopithecinae. La especie se encuentra en los bosques de Burkina Faso, Ghana y Costa de Marfil. La población de la especie ha estado disminuyendo debido a la deforestación y la caza, y por lo tanto ha sido clasificada como especie en peligro por la Unión Internacional para la Conservación de la Naturaleza. La especie fue considerada una subespecie del mangabey ceniciento, pero ahora es una especie separada.